# 1710
1710 (MDCCX) je bilo navadno leto, ki se je po gregorijanskem koledarju začelo na sredo, po 11 dni počasnejšem julijanskem koledarju pa na nedeljo.

## Dogodki
- Peter Veliki zasede Talin in Latvijo.

## Rojstva
- 4. januar - Giovanni Battista Pergolesi, italijanski skladatelj († 1736)
- 15. februar - Ludvik XV., francoski kralj († 1774)
- 4. marec - Jacob Kirkman, angleški izdelovalec čembal alzaškega rodu († 1792)
- 26. april - Thomas Reid, škotski filozof († 1796)
- 10. junij - James Short, škotski matematik, optik, astronom († 1768)
- 3. september - Abraham Trembley, švicarski prirodoslovec († 1784)

## Smrti
- 19. september - Ole Christensen Rømer, danski astronom, matematik (* 1644)